# 布格施塔加德
布格施塔加德（德語：Burg Stargard）是德国梅克伦堡-前波美拉尼亚州的市镇，隶属于梅克伦堡湖区县。总面积为76.61平方千米，截至2023年12月31日总人口为5,306人。